# 피초네
피초네(이탈리아어: Pizzone)는 이탈리아 몰리세주 이세르니아도의 코무네다. 캄포바소로부터 서쪽 50km 이세르니아 북서쪽 20km 거리에 있다.